# Heijan
Heijan, pseudonimo di Doğan Tarda (Van, 10 ottobre 1994), è un rapper turco.

## Biografia
Di origine curda, Doğan Tarda debutta nel mondo della musica nel 2017, scegliendo uno pseudonimo che significa "veleno normale". Molte delle sue canzoni sono realizzate insieme al collega Muti. Il 23 aprile 2021 pubblica il suo primo album in studio, dal titolo Bedeli var.
Dopo una fortunata serie di singoli, il 28 aprile 2023 Heijan e Muti pubblicano il joint album Hermano, caratterizzato da collaborazioni con Critical, Canbay & Wolker, Murda, Summer Cem e Uzi. Nell'agosto 2023 viene arrestato insieme ai rapper BIG e CAC con l'accusa di aver realizzato canzoni per la criminalità organizzata e di aver utilizzato armi nei video musicali.

## Discografia

### Album in studio
- 2021 – Bedeli var
- 2023 – Hermano (con Muti)